# Ampari Dogon
 (mars 2021).
Si vous disposez d'ouvrages ou d'articles de référence ou si vous connaissez des sites web de qualité traitant du thème abordé ici, merci de compléter l'article en donnant les références utiles à sa vérifiabilité et en les liant à la section « Notes et références ».
Ampari Dogon, également connu sous le nom d'Ambange ou Ampari kora, est une langue dogon parlée au Mali.
Cette langue a été appelée Ejenge Dõ ou Kolum So dans la littérature. Cependant, il existe deux groupes d'Ejenge, les Mombo et les Ampari. Les Ampari comprennent le Mombo mais pas l'inverse ; il semble que ce soit l'intelligibilité qui est apprise, puisque les Ampari visitent le Mombo chaque année.
Dans le village de Flicko, les gens s'appellent Nyamboli et leur langue Nyambeeŋge, mais ces termes varient selon les régions.